# 夢の足音が聞こえる
「夢の足音が聞こえる」（ゆめのあしおとがきこえる）は、水原薫の楽曲で、1枚目のシングル。2008年11月26日にLantisから発売された。 収録曲は2曲とも、アニメ『喰霊-零-』のタイアップで、劇中で諌山黄泉役の水原薫が歌っている。2曲とも、作詞・作曲・編曲全て、黄泉を意識して制作された。ディスクジャケットは、黄泉のアニメーション版の絵が描かれている。

## 収録曲
（全作詞：畑亜貴）
1. 夢の足音が聞こえる [4:30] 
作曲・編曲：虹音
  - テレビアニメ『喰霊-零-』エンディングテーマ
2. delight and alive [4:21] 
作曲：Tatsh、編曲：chokix
  - テレビアニメ『喰霊-零-』イメージソング
3. 夢の足音が聞こえる（off vocal）
4. delight and alive （off vocal）